# Confrontos entre Jabaquara e Portuguesa Santista no futebol
Os confrontos entre Jabaquara vs. Portuguesa fazem um dos clássicos do futebol de Santos que também é chamado de Clássico das Colônias, Clássico das Praias e Derby Santista. Os nomes do clássico se originaram devido ao fato de ambos os times serem de Santos, uma cidade do litoral de São Paulo, e pelo fato de serem de colônias diferentes, sendo a Portuguesa Santista com origem na colônia portuguesa em Santos e o Jabaquara na colônia espanhola.

## Estátisticas
- Jogos: 198
- Vitórias do Jabaquara: 60
- Vitórias da Portuguesa Santista: 82
- Empates: 56
- Gols do Jabaquara: 293
- Gols da Portuguesa Santista: 362

## Curiosidades
- Primeiro Confronto das duas equipes: 06 de julho de 1919: Jogo terminou 1 x 0 para o time do Jabaquara.
- Primeira vitória da Portuguesa: 21 de abril de 1923: Jogo terminou 3 x 0 para o time da Portuguesa.
- Primeiro Empate: 14 de agosto de 1921: Jogo terminou 1 x 1.
- Maior Goleada do Jabaquara: 24 de setembro de 1944: O jogo terminou 6 x 1 para o time do Jabaquara.
- Maior Goleada da Portuguesa Santista: 15 de junho de 1969: A Portuguesa goleou seu rival por um placar de 8 x 0.
- Último Jogo das Equipes: 05 de junho de 2016: Jabaquara 2 x 2 Portuguesa, no Estádio Espanha em partida válida pelo Campeonato Paulista da Segunda Divisão.